# Frankfurt-Goldstein
Koordinaten: 50° 5′ N, 8° 36′ O
Goldstein ist eine Siedlung im Osten des Frankfurter Stadtteils Schwanheim mit über 11.000 Einwohnern. Sie leitet ihren Namen von einer 1348 erbauten Wasserburg bzw. einem alten Frankfurter Hofgut ab.

## Das Hofgut Goldstein
Dieser zwischen Niederrad und Schwanheim gelegene, ehemals stark befestigte Hof war im 13. Jahrhundert der Sitz eines alten einheimischen Geschlechtes, dessen Namen es führte. Der Goldstein, wie er genannt wurde, hatte ein zweifaches System bewässerter Gräben, die in den südlich vorbeifließenden Schwarzbach mündeten. Der Hof war durch einen nach Norden gerichteten Eingang über drei Zugbrücken zugänglich. Eine vom Schwarzbach und dem äußeren Graben gebildete Insel war durch drei Holzstege erreichbar. Es gab einen Brunnen im Innern des Hofes und einen neueren außerhalb des Hofes nördlich der großen Zugbrücke.
Johann und Gutgen von Goldstein schlossen 1397 einen „Burgfrieden“ mit der Stadt Frankfurt, der drei Jahre dauerte. 1400 wurde der Hof an Frankfurt verkauft. 1552 wurde er von Markgraf Albrecht Alkibiades niedergebrannt. Am 29. September 1826 trat die Stadt den Hof an das Herzogtum Nassau ab und erhielt dafür Gelände bei Niederrad. 1840 erstand Gräfin von Reichenbach-Lessonitz den Hof. Ihre Familie verkaufte den Hof und das dazugehörende Gelände 1909 wiederum an die Stadt Frankfurt.

## Die Siedlung Goldstein

Die Siedlung Goldstein auf einer Luftaufnahme von 1935, links, neben der im Bau befindlichen Autobahn (heutige A 5)

Die Siedlung Goldstein entstand als letzte der Stadtrandsiedlungen, die der Frankfurter Siedlungsdezernent Ernst May geplant hatte, auf Feldern, die im Westen der Stadt südlich des Mains vor dem Frankfurter Stadtwald lagen, rings um das alte Hofgut Goldstein. Das Gelände war bereits über die Waldbahn-Haltestelle Unterschweinstiege an das Netz der Straßenbahn Frankfurt am Main angebunden. 1930 geplant, wurde mit dem Bau erst 1932 begonnen.
Es handelte sich nicht um typische Arbeitersiedlungen, sondern es wurden vorwiegend Doppelhäuser auf Erbpachtgrundstücken gebaut, die zunächst für kinderreiche Siedlerfamilien aus dem ländlichen Umland gedacht waren. Die Grundstücke, auf denen die Häuser standen, waren mit 750 m² relativ groß und sollten für Gemüsegärten und die Haltung von Kleinvieh genutzt werden. Beim Bau war auch der Arbeitsdienst der NSDAP und der Freiwillige Arbeitsdienst beteiligt. Vor allem aber mussten die künftigen Siedler beim Bau mithelfen: Jeder erhielt ein Darlehen des Deutschen Reiches und musste bei relativ geringem Kaufpreis jährlich 2.700, später 4.500 Arbeitsstunden für das Gemeinschaftswerk erbringen. Bei einer 40-Stunden-Woche entspricht dies einer Arbeitsleistung von ca. 60 bis 120 Wochen. Daraus wird deutlich, dass die Planung mit der damals sehr hohen Arbeitslosigkeit rechnete. Wer arbeitete, erhielt Ernährungsbeihilfen. In der Zeit von 1931 bis 1933 waren alle Siedler arbeitslos, kein einziger hatte eine Arbeitsstelle. Nach der Machtergreifung nahm das Kreispersonalamt der NSDAP die Siedlung in eigene Regie, 1936 gab es fast keinen arbeitslosen Siedler mehr. Die Auswahl der zahlreichen Bewerbungen für die Häuser fand lange Zeit unter politischen Gesichtspunkten statt. Vor dem Zweiten Weltkrieg war die Siedlung eine nationalsozialistische Hochburg geworden. Als nach dem Weltkrieg in Frankfurt viele Wohnungen zerstört waren und eine Wohnungsbewirtschaftung stattfand, sorgte die nun zuständige Verwaltung für eine parteipolitische Durchmischung. Bei Wahlen erzielten nun Sozialdemokraten in Goldstein hohe Stimmenanteile.
Bis 1936 entstanden 320 Kleinsiedlerstellen. In der Anfangszeit hatten die einfach gebauten Häuser ein Plumpsklo im Garten, weder Gas- noch Wasser- oder Kanalanschluss. Heute sind die Anschlüsse von der Stadt Frankfurt längst hergestellt, aber die alten offenen Abflussgräben, die von den Siedlern in Gemeinschaftsarbeit gezogen wurden, sind noch vorhanden. 1950 wurde die Kläranlage Goldstein gebaut, die erst die Abwässer der amerikanischen Siedlung am Frankfurter Flughafen aufnahm und später die der Siedlung Goldstein. 1952 wurde die Goldsteinschule gegründet.
Ab 1965 wurden im noch unbebauten Ostteil von Goldstein (östlich der A5) die ersten Hochhäuser der so genannten Bürostadt Niederrad errichtet. Gleichzeitig entstand auch das Heizkraftwerk. 1972 bezog das italienische Unternehmen Olivetti sein von Egon Eiermann erbautes und bis heute markantes Bürogebäude.

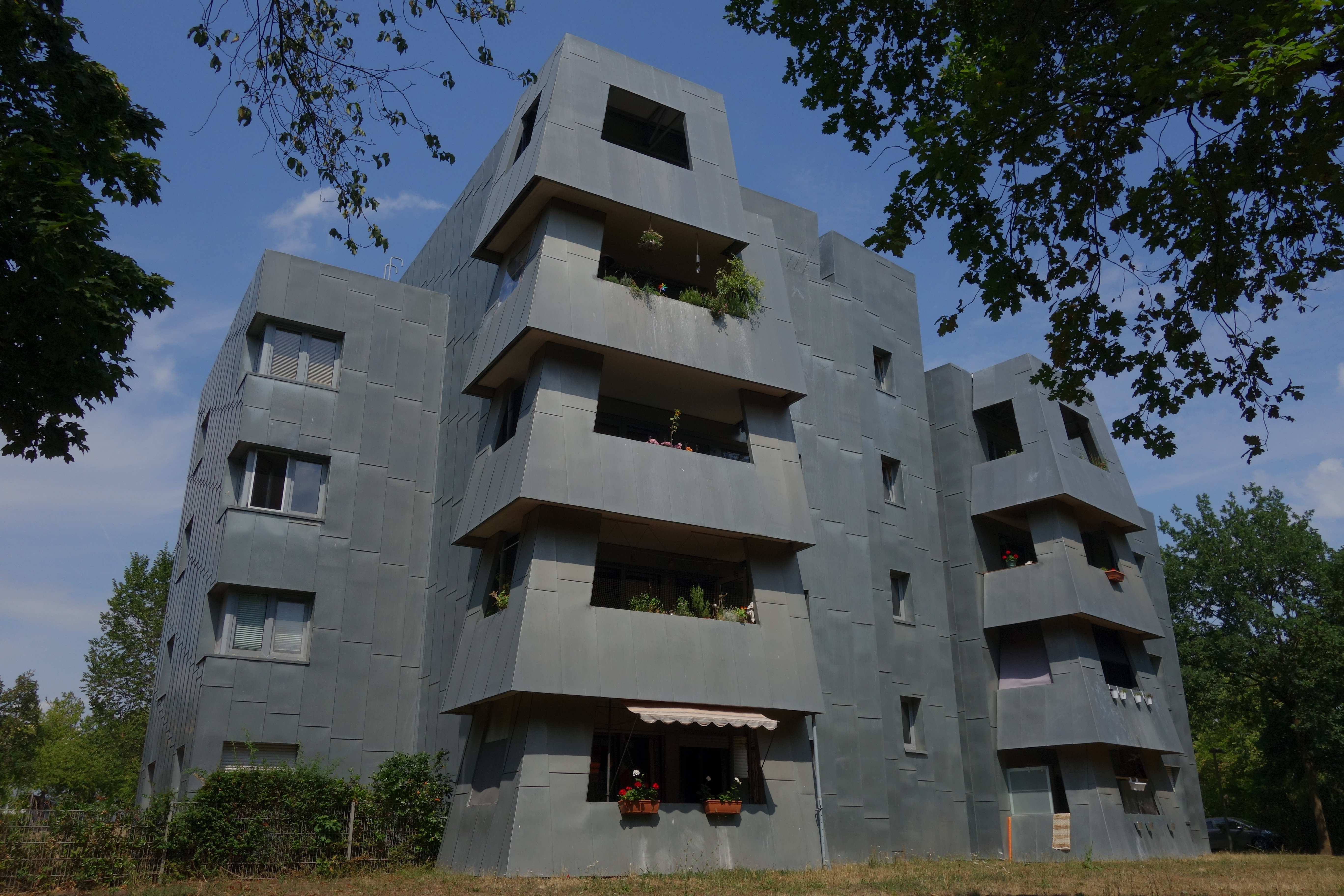
Von Frank Gehry entworfenes Wohnhaus in Goldstein.

In den Jahren von 1979 bis 1996 wurden nach und nach die Flächen südlich der Straßburger Straße überwiegend mit Geschosswohnungen bebaut, die Teilsiedlung Goldstein Süd hat zu einem weiteren Anwachsen der Schwanheimer Bevölkerung geführt. Ein Teil der Gebäude am südöstlichen Rand der Siedlung wurde vom Architekten Frank Gehry entworfen. Diese von 1994 bis 1996 entstandenen Bauten fallen auf durch futuristisch anmutende Zinkblechhauben oder verfügen sogar über eine komplett mit Blechen verkleidete Fassade.